# Каба уулу, Кожомкул
Каба уулу Кожомкул (кирг. Кожомкул Каба уулу; 1 января 1888 — 1955) — киргизский силач, богатырь (баатыр), борец.
Председатель Суусамырского бедкома (1921-1929), начальник Кара-Балтинского уездного земельного отдела (1930), был председателем исполнительных комитетов Суусамырского, Кайырминского, Кокомеренского сельсоветов.

## Биография
Родился 1 января 1888 в селе Кен-Суу Суусамырской долины, Чуйской области. Отец Кожомкула был борцом из племени Каба-Саяк. Широко известен подвиг Каабы, который передвинул камень весом 1 тонну 274 килограмма по канаве на пастбище Джурук. Помимо животноводства, он зарабатывал на жизнь борьбой и скалолазанием. Мать Кожомкула, Алмадай, была одной из женщин своего времени, участвовавших в конкурсе. С юных лет Кожомкул не только пас отцу овец, но и успел научиться борцовскому искусству. Но волею судьбы Кожомкул и его младший брат Мокотай рано осиротели. В молодости батрачил на баев. Был в числе первых председателей колхозов в Кокомеренском сельском Совете Киргизии.
20 лет возглавлял колхоз в Суусамырской долине. Был крепким хозяйственником. Внёс значительный вклад в становление хозяйств Суусамырской долины в Чуйской области, построил школу в колхозе им. «8 Марта».
Прославился не только как спортсмен-тяжеловес, но и отличный охотник, почти ежедневно его жена Аймончок готовила из принесённой им дичи еду для самых бедных.
В 1937 был репрессирован. Около года провёл в заключении.
За свой труд он был удостоен ордена Трудового Красного Знамени, Почетной грамоты правительства Киргизской ССР.

### Семья
Женился на девушке Аймончок, после чего у них появилось пятеро детей Алымбек, Турумбек, Амантай, Муктар и дочь Нурджамал. Его сыновья Алымбек и Турумбек умерли в один день от болезни. Говорят, Кожомкул возлагал на этих детей большие надежды. Когда им было 5-6 лет, они играли с теленком, поднимая и швыряя его. Остальные же дети росли обычными детьми.

## Физические данные богатыря
- Рост — 197 (по другим сведениям — 230) см.
- Вес — 164 (по другим сведениям — 203) кг.
- Размер обуви — 52.
- Длина кисти руки — 26 сантиметров.
- Толщина большого пальца — 4 сантиметра.

## Память
В честь Кожомкула названо село, где он родился. Открыт музей, где можно увидеть огромные камни, которые, по словам местных жителей, он поднимал на своих плечах. Недалеко от с. Кожомкул есть камень, весом 700 кг, который он поднял и перенес на могилу местного руководителя. По легенде, богатырь перенес лошадь на плечах на расстояние 100 м. На восточной окраине села похоронена мать Кожомкула, на могилу которой он водрузил огромный камень весом 160 кг. Этот камень он принес на своих плечах из поймы реки, расстояние до которой несколько километров.
Имя Кожомкула присвоено Дворцу Спорта в Бишкеке. Рядом с ним открыт памятник богатырю с конём на плечах.
В Бишкеке проводится международный турнир по вольной борьбе памяти Каба уулу Кожомкула.
Создан фонд «Каба уулу Кожомкул».
В настоящее время готовятся съемки биографического фильма (режиссер Болотбек Шамшиев) про Каба уулу Кожомкула.